# Vườn quốc gia Puurijärvi-Isosuo
Vườn quốc gia Puurijärvi-Isosuo (Puurijärven ja Isosuon kansallispuisto) là một vườn quốc gia ở Western Phần Lan. Vườn quốc gia này được thành lập năm 1993 và có diện tích 27 km2 (10 dặm vuông Anh). Khu vực này chủ yếu là các vùng đầm lầy và hồ Puurijärvi. Ngoài ra, bờ Kokemäenjoki màu mỡ vẫn còn giữ trạng thái tự nhiên.